# Fast-bowling
Fast-bowling (ook wel bekend als pace-bowling) is bij het bowlen in de cricket-sport een van de twee hoofdbenaderingen om de ontvangende partij een wicket te doen verliezen. Beoefenaren van deze techniek staan meestal bekend als fast-bowlers of pace-bowlers (van het Engelse pace wat snelheid betekent).
Het belangrijkste doel van fast-bowling is om de harde cricketbal met hoge snelheid op een zodanige manier te bowlen dat hij op een grillige manier van de pitch opstuitert of ook zijwaarts door de lucht beweegt, factoren die het samen met de hoge snelheid, waardoor de batsman minder tijd heeft om te reageren, het voor de batsman moeilijk maken om de bal vol te raken. Een typische snelle fast-bowl heeft in het internationale topcricket een snelheid van tussen de 136 en 152 km/h (85 tot 95 mph).